# Passeport paluan
Le passeport palaosien est un document de voyage international délivré aux ressortissants palaosiens, et qui peut aussi servir de preuve de la citoyenneté palaosienne. 